# Agonopterix ocellana
Agonopterix ocellana là một loài bướm đêm thuộc họ Oecophoridae. Nó được tìm thấy ở châu Âu.
Sải cánh dài 19–22 mm.
Ấu trùng ăn liễu.

## Hình ảnh

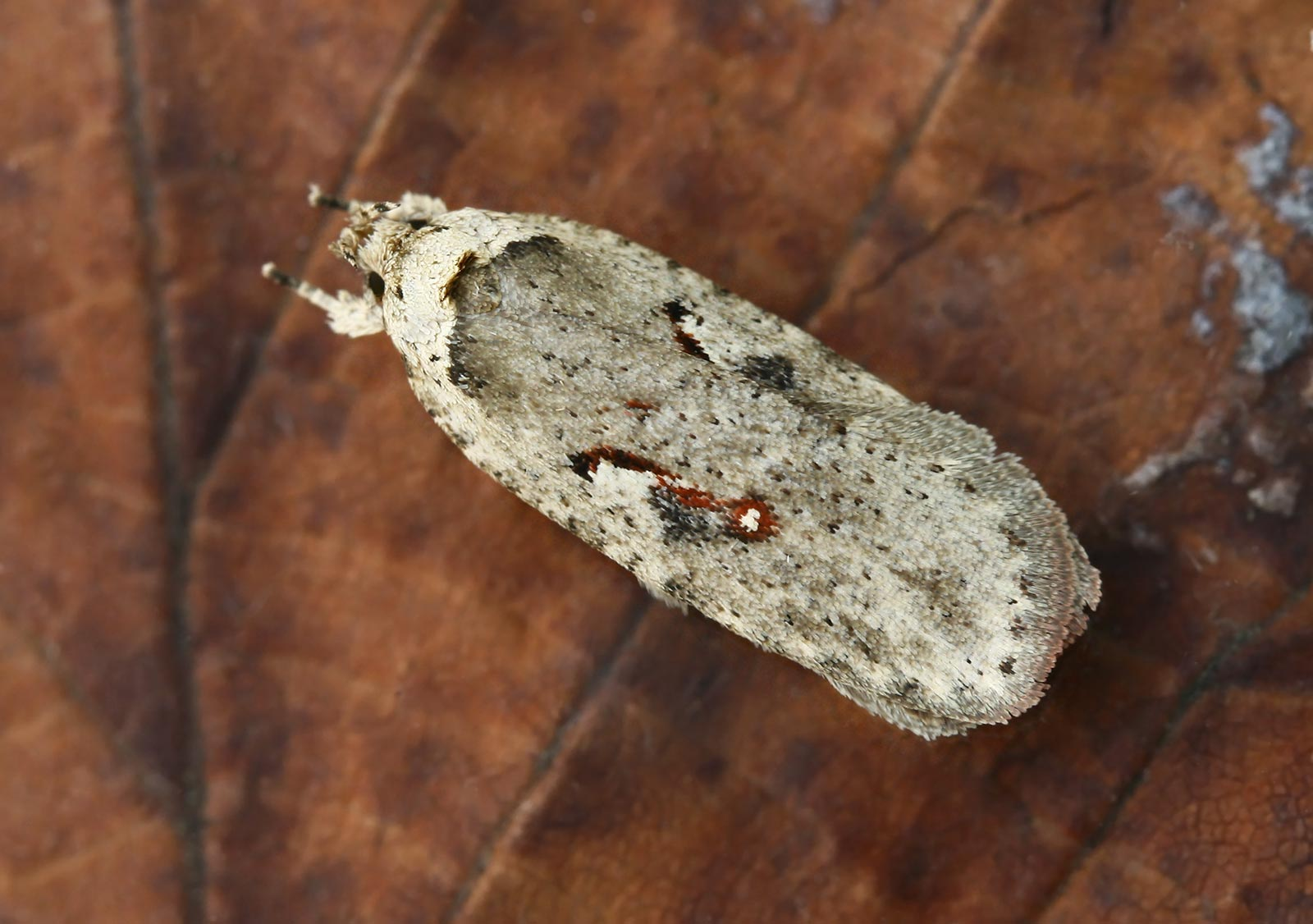
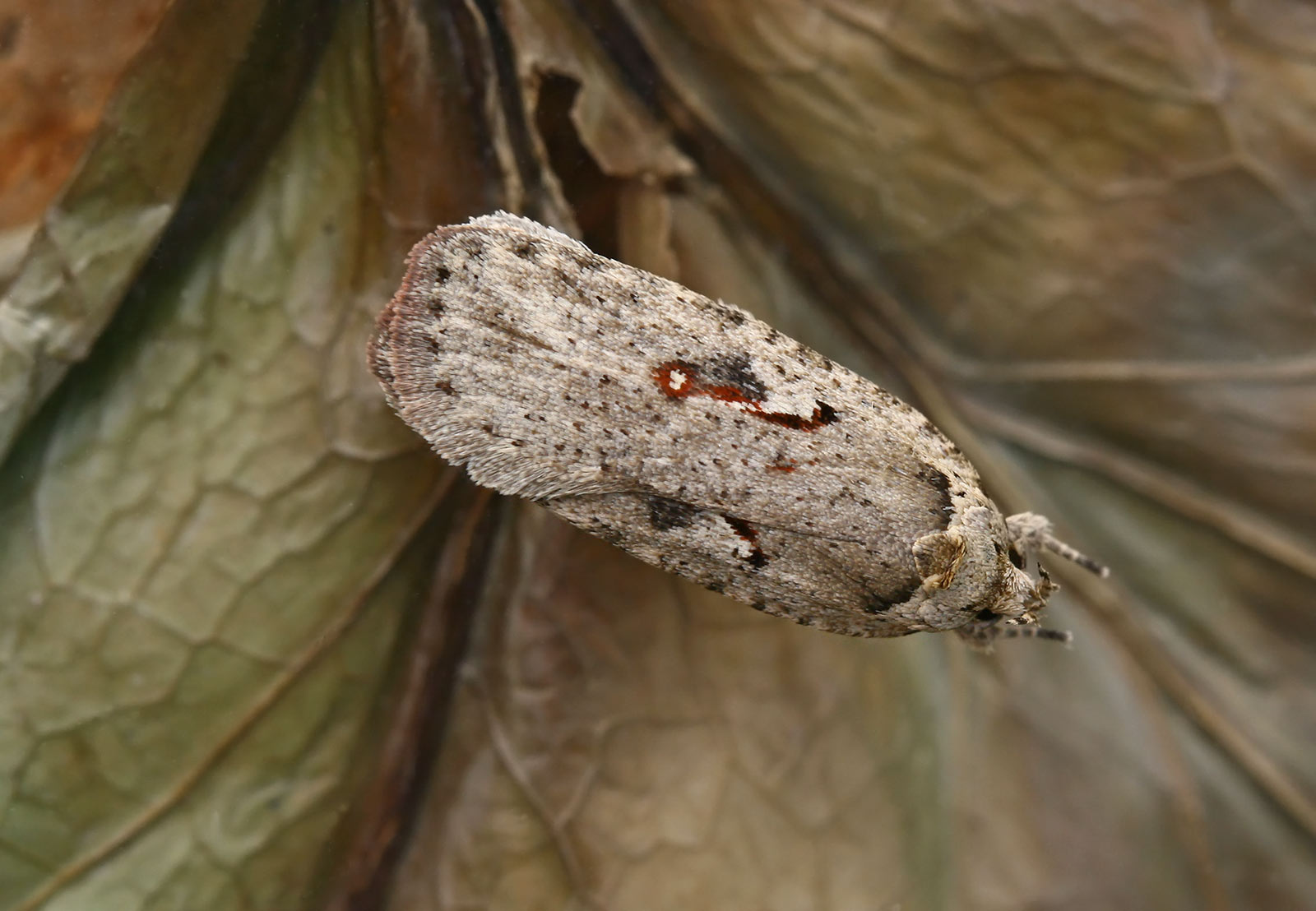
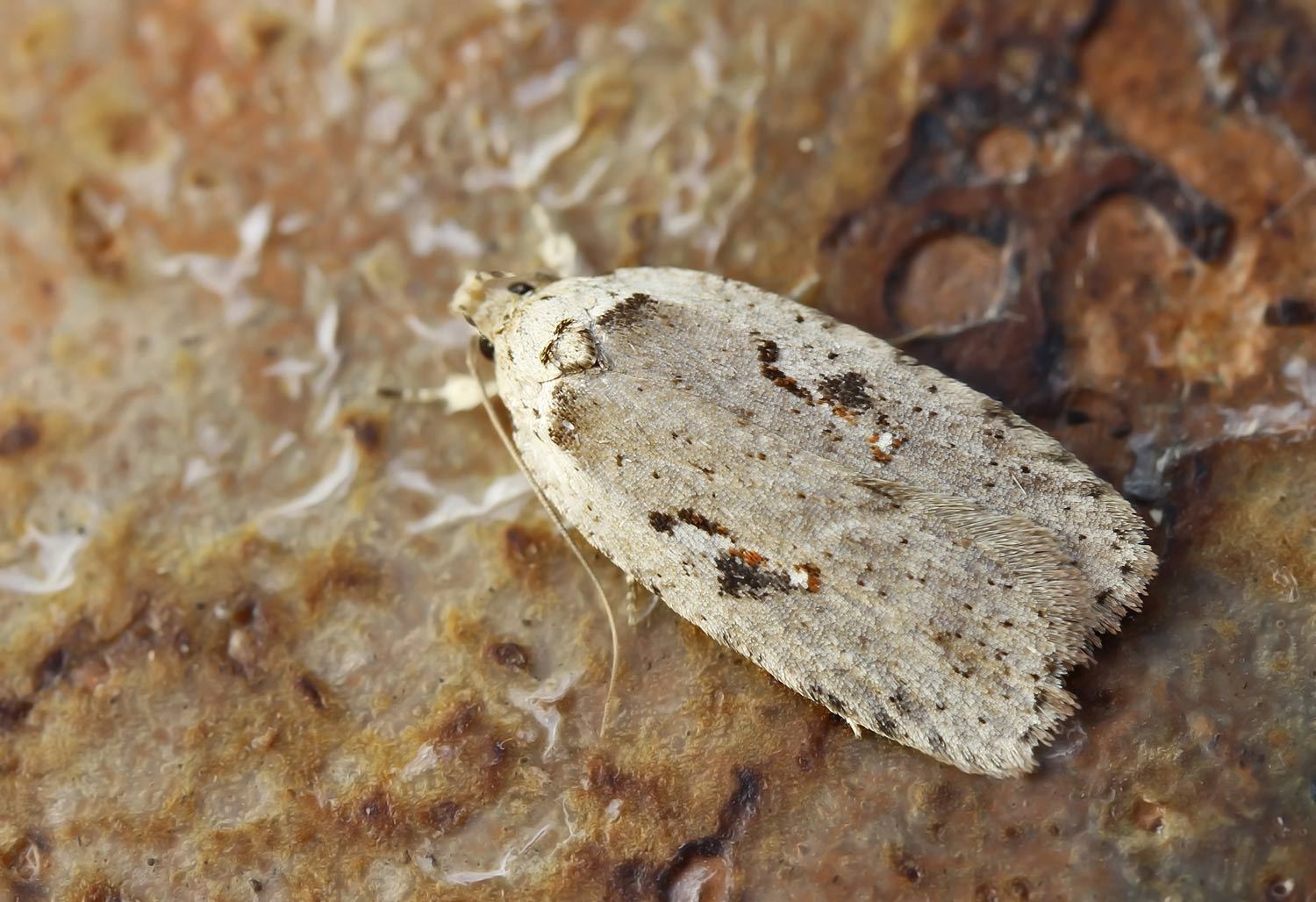
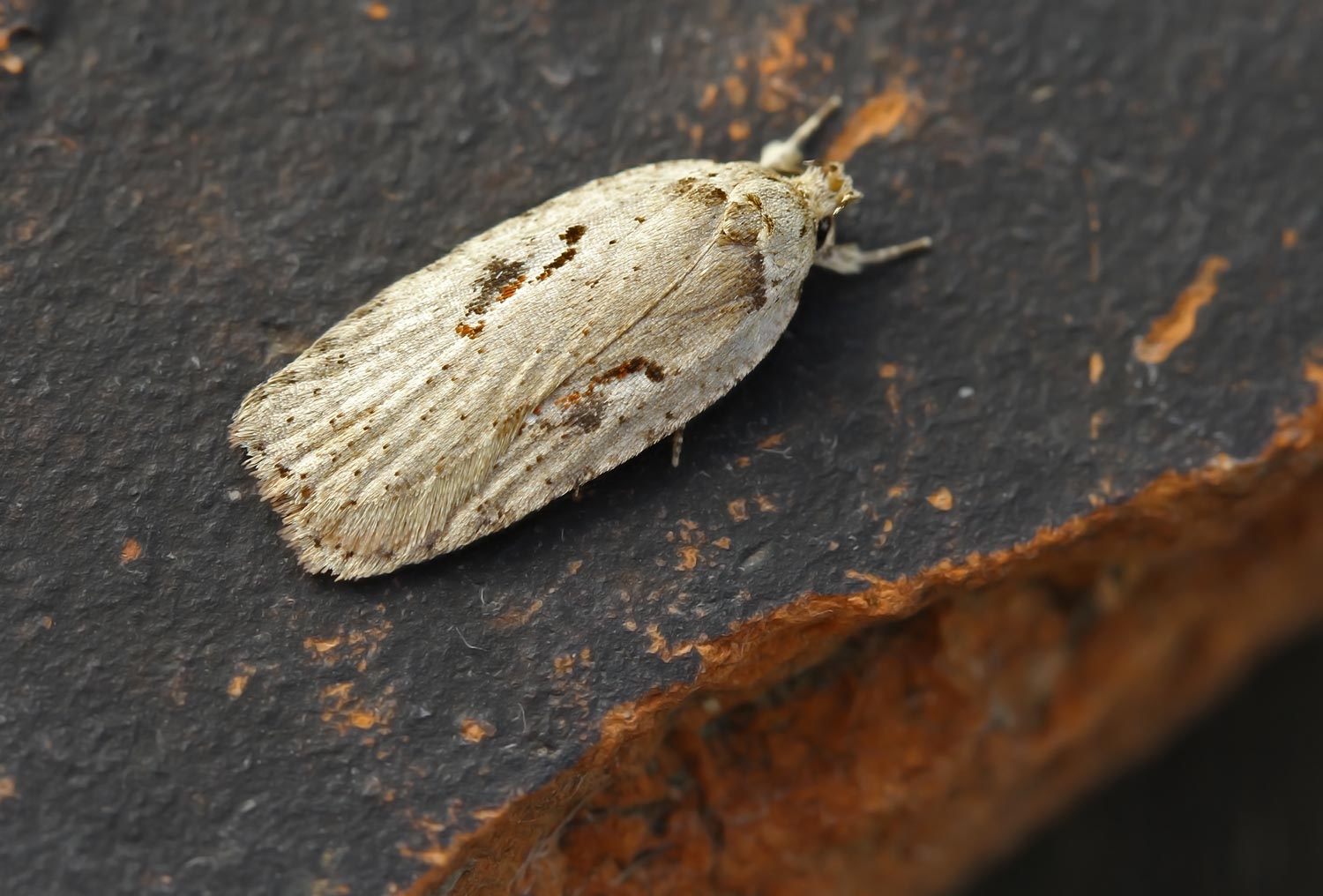